# Francesco Ferrucci
Francesco Ferrucci (Florence, 1489 - Gavinana, 3 août 1530) était un militaire italien qui fut condottiere de la  république de Florence.
Il personnifie la résistance à l’empereur Charles Quint lors du siège de la ville en 1530 où, blessé et prisonnier après la bataille de Gavinana, il meurt assassiné.

## Biographie
Il naît à Florence, en 1489, dans le quartier de l'Oltrarno, dans un palais de la via dei Serragli.
Les événements qui le virent se distinguer se déroulèrent pendant le siège de Florence (12 octobre 1529 - 12 août 1530), opéré par les milices impériales de Charles V, constituées principalement d'italiens recrutés.
Pendant ce siège de Florence, le secrétaire du gouvernement florentin, lui délivre une lettre de créance l'autorisant à se rendre partout où il voudra pour réunir les hommes et les fonds indispensables à la protection et à la survie de l'éphémère république de Florence. Ensuite il  devient célèbre pour sa vaillante défense à la tête de l'armée de la république de Florence et qu'il opposa aux impériaux.
Après une victoire à Volterra (et à San Miniato qu'il délivre aussi) qui l'oppose à Fabrizio Maramaldo qu'il bat la même année, il est finalement vaincu à Gavinana par les forces impériales, sur la montagne pistoiese, blessé et capturé le 3 août 1530. Il meurt assassiné par Maramaldo , capitaine et homme d'armes calabrais aux services des impériaux (qui avait pris part au sac de Rome en 1527) et auquel Ferrucci aurait dit : « Lâche, tu frappes un homme mort ».
Dans la même bataille le commandant de l'armée impériale, Philibert de Chalon, prince d'Orange, perdit également la vie.

## Hommages
Le sacrifice de Ferrucci est devenu, à l’époque de l'Unification italienne, l'emblème du sentiment d'orgueil national  et le nom de son agresseur devenu, par antonomase, synonyme de traître, de félon.
Sur la place centrale de Gavinana, aujourd'hui une frazione de la commune de San Marcello Pistoiese, on peut admirer, depuis 1913, la statue équestre du condottière florentin, une œuvre du sculpteur Emilio Gallori, son concitoyen.
En août 1929, en vue du quintuple centenaire de sa mort, fut acquise et restaurée la maison ex-Battistini de la place principale de Gavinana, sur le seuil de laquelle Ferrucci a été tué.
Il est cité dans une strophe de l'Inno di Mameli, l'hymne national italien :
Dall’Alpi a Sicilia  Des Alpes à la Sicile
Dovunque è Legnano, Legnano est partout
Ogn’uom di Ferruccio, Chaque homme a le cœur,
Ha il core, ha la mano, la main de Ferruccio,
I bimbi d’Italia, Les enfants d’Italie
Si chiaman Balilla, S’appellent Balilla,
Il suon d’ogni squilla, Le son de chaque cloche
I Vespri suonò. A sonné les Vêpres.